# Ante Škrtić
Ante Škrtić, hrvatski rukometni stručnjak. Bio je izbornik rukometne reprezentacije NDH na njenoj prvoj i jedinoj međunarodnoj utakmici u velikom rukometu 14. lipnja 1942. s Mađarskom u Budimpešti. Igrao je na prvome srednjoškolskom prvenstvu grada Zagreba u pobjedničkoj momčadi reprezentacije I. gimnazije, igrajući u navalnom redu. 1940. godine igrao je u rukometnoj sekciji I. hrvatskog građanskog športskog kluba.
Vladimir Amšel, Božidar Čubriković, Klara Dušanović, Zlatko Gros, Radovan Lipovšćak i Ante Škrtić osnovali su hrvatsko klizačko natjecanje Zlatnu piruetu.
Hrvatski zbor sportskih novinara dodijelio je Škrtiću za životno djelo (nagrade za 1994. godinu), 1983. godine nagradu za životno djelo USNJ-a, 1982. godine Nagradu za životno djelo Milan Milanović.